# Diodo avalancha
Un diodo avalancha es un dispositivo semiconductor diseñado especialmente para trabajar en tensión inversa. En estos diodos, poco dopados, cuando la tensión en polarización inversa alcanza el valor de la tensión de ruptura, los electrones que han saltado a la banda de conducción por efecto de la temperatura se aceleran debido al campo eléctrico incrementando su energía cinética, de forma que al colisionar con electrones de valencia los liberan; éstos a su vez, se aceleran y colisionan con otros electrones de valencia liberándolos también, produciéndose una avalancha de electrones cuyo efecto es incrementar la corriente conducida por el diodo sin apenas incremento de la tensión.
El diodo Zener está también diseñado para trabajar en inversa, aunque el mecanismo de ruptura es diferente al aquí expuesto.

## Usos generales

### Protección
La aplicación típica de estos diodos es la protección de circuitos electrónicos contra sobretensiones. El diodo se conecta en inversa a tierra de modo que, mientras la tensión se mantenga por debajo de la tensión de ruptura, solo será atravesado por la corriente inversa de saturación, muy pequeña, por lo que la interferencia con el resto del circuito será mínima; a efectos prácticos, es como si el diodo no existiera. Al incrementarse la tensión del circuito por encima del valor de ruptura, el diodo comienza a conducir desviando el exceso de corriente a tierra evitando daños en los componentes del circuito.